# Ambystoma mavortium
Espèce
Statut de conservation UICN

 LC  : Préoccupation mineure
Synonymes
- Ambystoma proserpine Baird & Girard, 1852
- Siredon lichenoides Baird & Girard, 1852
- Ambystoma nebulosum Hallowell, 1853
- Ambystoma maculatum Hallowell, 1858 "1857"
- Siredon lichenoides melanostictum Baird, 1860
- Amblystoma trisruptum Cope, 1868 "1867"
- Ambystoma tigrinum slateri Dunn, 1940
- Ambystoma tigrinum diaboli Dunn, 1940
- Ambystoma tigrinum stebbinsi Lowe, 1954
- Ambystoma tigrinum utahense Lowe, 1955

Ambystoma mavortium, la Salamandre tigrée du Texas, est une espèce d'urodèles de la famille des Ambystomatidae.

## Répartition
Cette espèce se rencontre dans l'ouest de l'Amérique du Nord, :
- dans l'Ouest du Canada en Colombie-Britannique, en Alberta, en Saskatchewan et au Manitoba ;
- dans l'ouest des États-Unis au Washington, en Oregon, en Californie, au Nevada, en Arizona, en Utah, en Idaho, au Montana, au Wyoming, au Colorado, au Nouveau-Mexique, au Texas, en Oklahoma, au Kansas, au Nebraska, au Dakota du Sud, au Dakota du Nord et au Minnesota ;
- dans le Nord-Ouest du Mexique au Sonora et au Chihuahua.

## Habitat
On la trouve dans une grande variété d'habitat notamment dans les prairies, les forêts boréales, les forêts de conifères, les forêts décidues, les semi-déserts et les déserts.

## Description

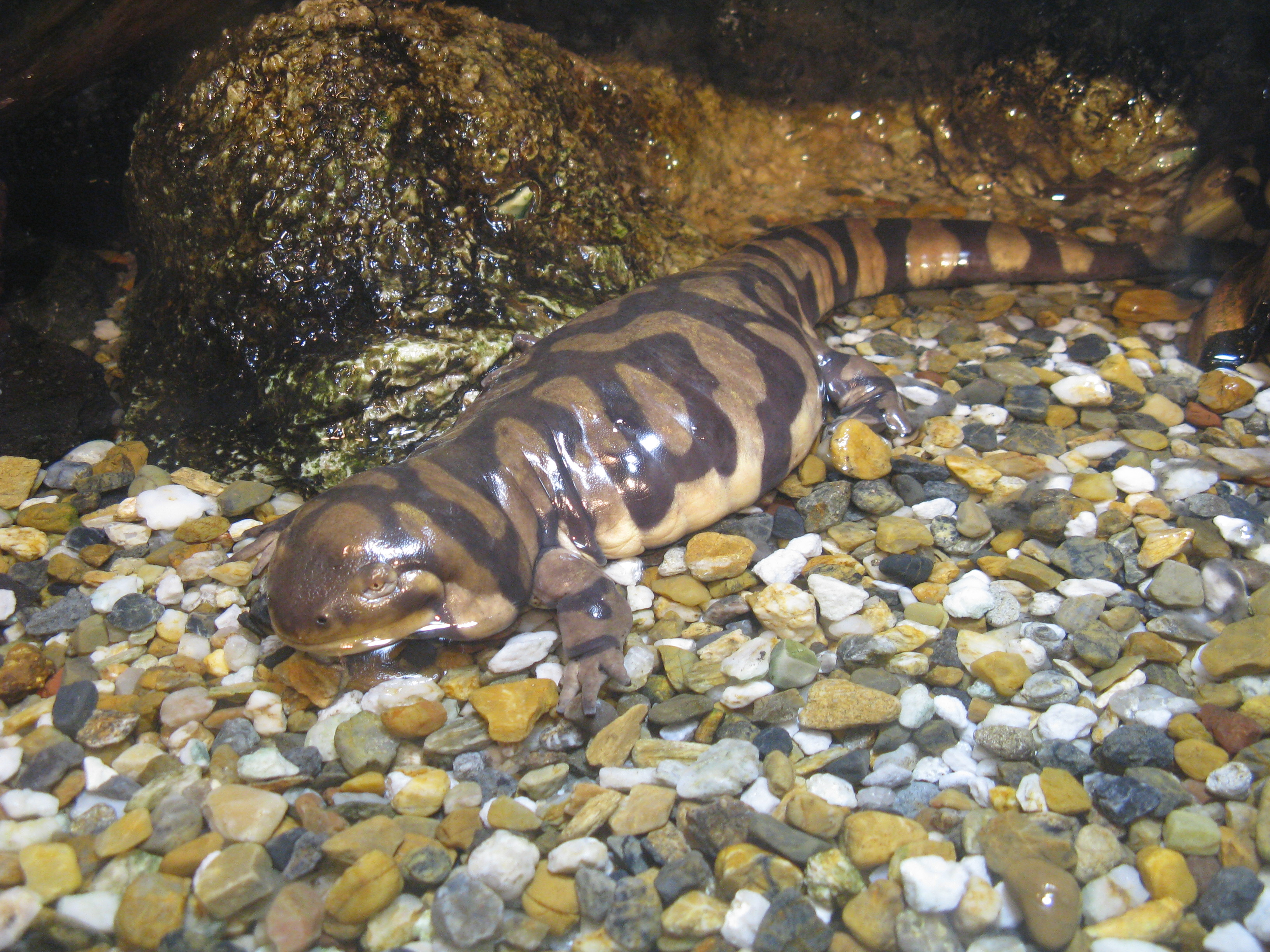
Ambystoma mavortium

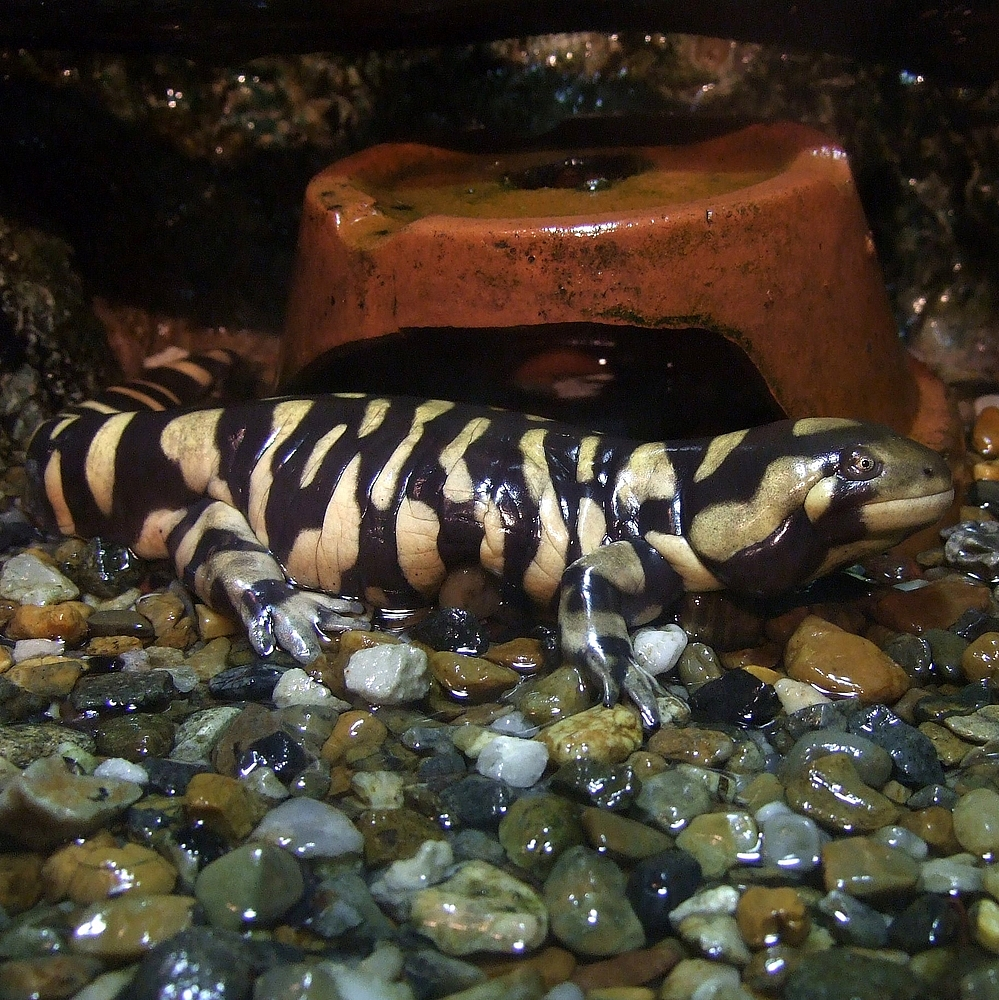
Ambystoma mavortium

Il s'agit d'une des plus grandes salamandres d'Amérique du Nord qui peut atteindre 35 cm de long. Sa queue semble un peu aplatie comme pour la plupart des espèces de salamandres tigrées. Sa peau, de texture humide, est de couleur brun foncé à vert olive ou noir et est couverte de taches jaunes ce qui fait penser à la couleur d'un tigre.
Il s'agit d’un animal nocturne qui se nourrit d'insectes et de vers. Adulte, il s’agit d’un animal terrestre mais ses larves sont aquatiques et possèdent des branchies externes.
Jusqu'à six sous-espèces sont reconnues.

## Taxinomie
Certains scientifiques considèrent que cette espèce est synonyme de Ambystoma tigrinum.

## Symbole
Cette espèce est l'amphibien symbole du Kansas.

## Publication originale
- Baird, 1850 "1849" : Revision of the North American tailed-batrachia, with descriptions of new genera and species. Journal of the Academy of Natural Sciences of Philadelphia, sér. 2, vol. 1, p. 281-294 (texte intégral).